# Nacionalni park Crater Lake
Nacionalni park Crater Lake (eng. Crater Lake National Park) jedan je od 58 nacionalnih parkova u Sjedinjenim Američkim Državama.

## Zemljopis
Nacionalni park Crater Lake (hrv. Kratersko jezero) nalazi se visoko u gorju Cascade Range na jugozapadu američke savezne države Oregon. Okruženo je golemim okomitim stijenama, a smješteno u krateru ugaslog vulkana. Na zapadnom dijelu jezera se nalazi otok Wizard Island, a na jugu maleni otočić Phantom Ship. Jezero je promjera oko 8 km i okruženo je visokim klifovima raznih boja koji se dižu strmo i okomito iznad površine jezerske vode. Rub kratera je na pojedinim mjestima visok do 600 m. Nadmorska visina jezera je 1.882 m. Jezero je vrlo duboko a najdublja točka se nalazi na 594 m dubine, dok je prosječna dubina oko 350 m. S ovakvom dubinom Kratersko jezero je najdublje američko i sedmo najdublje jezero na svijetu. Ukupna površina Nacionalnog parka Crater Lake iznosi 741 km2.

## Klima
Zima je u ovom nacionalnom parku duga i vrlo oštra. Snijeg pada od rujna do srpnja a godišnja količina padalina iznosi i do 15 m snijega. Magla je uobičajena pojava pa je Kratersko jezero često obavijeno njenim gustim slojem.
| Klimatološki srednjaci za Nacionalni park Crater Lake      | Klimatološki srednjaci za Nacionalni park Crater Lake | Klimatološki srednjaci za Nacionalni park Crater Lake | Klimatološki srednjaci za Nacionalni park Crater Lake | Klimatološki srednjaci za Nacionalni park Crater Lake | Klimatološki srednjaci za Nacionalni park Crater Lake | Klimatološki srednjaci za Nacionalni park Crater Lake | Klimatološki srednjaci za Nacionalni park Crater Lake | Klimatološki srednjaci za Nacionalni park Crater Lake | Klimatološki srednjaci za Nacionalni park Crater Lake | Klimatološki srednjaci za Nacionalni park Crater Lake | Klimatološki srednjaci za Nacionalni park Crater Lake | Klimatološki srednjaci za Nacionalni park Crater Lake | Klimatološki srednjaci za Nacionalni park Crater Lake |
| mjesec                                                     | sij                                                   | velj                                                  | ožu                                                   | tra                                                   | svi                                                   | lip                                                   | srp                                                   | kol                                                   | ruj                                                   | lis                                                   | stu                                                   | pro                                                   | godina                                                |
| ---------------------------------------------------------- | ----------------------------------------------------- | ----------------------------------------------------- | ----------------------------------------------------- | ----------------------------------------------------- | ----------------------------------------------------- | ----------------------------------------------------- | ----------------------------------------------------- | ----------------------------------------------------- | ----------------------------------------------------- | ----------------------------------------------------- | ----------------------------------------------------- | ----------------------------------------------------- | ----------------------------------------------------- |
| srednji maksimum, °C                                       | 1,3                                                   | 1,7                                                   | 2,5                                                   | 5,3                                                   | 9,5                                                   | 14,5                                                  | 20,0                                                  | 20,2                                                  | 16,5                                                  | 11,1                                                  | 3,6                                                   | 1,3                                                   | 9,0                                                   |
| srednja dnevna temperatura, °C                             | −3,3                                                  | −3,0                                                  | −2,6                                                  | −0,3                                                  | 3,3                                                   | 7,7                                                   | 12,1                                                  | 12,4                                                  | 9,2                                                   | 5,0                                                   | −0,8                                                  | −3,1                                                  | 3,0                                                   |
| srednji minimum, °C                                        | −8,0                                                  | −7,8                                                  | −7,7                                                  | −6,0                                                  | −2,7                                                  | 1,0                                                   | 4,3                                                   | 4,5                                                   | 1,9                                                   | −1,0                                                  | −5,2                                                  | −7,6                                                  | −2,8                                                  |
| oborine, mm                                                | 277,0                                                 | 207,5                                                 | 210,4                                                 | 119,1                                                 | 82,7                                                  | 60,6                                                  | 18,7                                                  | 25,0                                                  | 57,8                                                  | 142,5                                                 | 248,3                                                 | 299,4                                                 | 1750,0                                                |
| Izvor: Worldclimate.com, podaci za razdoblje 1961. – 1990. |                                                       |                                                       |                                                       |                                                       |                                                       |                                                       |                                                       |                                                       |                                                       |                                                       |                                                       |                                                       |                                                       |

## Geologija
Prema legendi naroda Maklak, brdo Mazama bilo je poprište borbe vladara Gornjeg svijeta i vladara Donjeg svijeta. Tijekom te borbe goleme plamteće stijene su letjele zrakom, požari harali šumama a zemlja se neprestano tresla. Na koncu je vladar Gornjeg svijeta pao mrtav, a vrh se brda urušio. Suze njegovih sljedbenika su ispunile ono što se danas naziva Kraterskim jezerom. Područje Nacionalnog parka Crater Lake je tijekom posljednjih 12.000 godina neprekidno nastanjeno pa postoji velika vjerojatnost da je bilo očevidaca vulkanske erupcije što potvrđuje i ova legenda koja se vrlo dobro može povezati sa stvarnim događajima.
Cijelo je ovo područje današnjeg Oregona, zbog subdukcije tektonske ploče Juan de Fuca pod sjevernoameričku ploču, bilo podložno velikim vulkanskim aktivnostima. Oslobođena toplina i pritisak su stvarali planinski lanac s nekolicinom vulkana čiji je zajednički naziv Cascade Range. Veći vulkani su nazvani High Cascades no osim ovih velikih postojali su i brojni manji. Vulkanska planina Mount Mazama je nastala prije oko 400.000 godina, a tijekom vremena, nakon nekoliko erupcija i izlijevanja lave dosegla je 3.400 m u visinu.
Jedno vrijeme vulkan Mazama je bio uspavan, ali je nakon tog perioda uspavanosti ponovno postao aktivan da bi prije otprilike 7.000 godina zbog jedne velike erupcije došlo do urušavanja vrha planine, čime je planina izgubila od 760 do 1.100 m visine. Ova je erupcija dovela do stvaranja kratera, koji se ovisno o klimi punio vodom i napunio za oko 740 godina, formirajući jezero prelijepe nijanse plave boje.
Nakon erupcije Mazame pepeo se raširio toliko daleko prema istoku da je prekrio sjeverozapadni dio Nacionalnog parka Yellowstone, prema jugu do središnjeg dijela savezne države Nevada te prema sjeveru sve do južnih dijelova kanadske pokrajine British Columbia. Erupcija je izbacila 150 puta više pepela nego erupcija vulkana Mount Saint Helens koja se dogodila 18. svibnja 1980. godine, pa se ova erupcija smatra jednom od najvećih u proteklih 10.000 godina.

## Povijest
Dokazi o ranim stanovnicima ovog područja ležali su pod velikim slojem pepela, kad su iskapanjem pronađene razne alatke i obuća stariji od vulkanske erupcije. Starosjedioci su nastanjivali područje neprekidno oko 12.000 godina.

### Dolazak Europljana
Prvi Europljani za koje se pouzdano zna da su posjetili današnji Nacionalni park Crater Lake, bili su trojica tragača zlata: John Wesley Hillman, Henry Klippel i Isaac Skeeters koji su tu došli 12. lipnja 1853. u potrazi za izgubljenim rudnikom. Oduševljeni živopisnom bojom vodene površine jezera nazvali su ga Dubroko plavo jezero, a mjesto na kojem su s jugozapadne strane došli do jezera postalo je poznato kao Discovery Point ((hrv.) točka otkrića). Pošto im je zlato ipak bilo prioritet, otkriće je palo u zaborav a naziv jezera se kasnije promijenio u današnji naziv Crater Lake.

### Istraživački radovi
William Gladstone Steel posvetio je gotovo cijeli svoj život i veliko bogatstvo za osnivanje nacionalnog parka u području jezera. Njegova zaokupljenost jezerom počela je 1870. godine. U nastojanjima za priznanjem parka, novčano je pomogao znanstvenu potporu svoje ideje. Osobno je imenovao mnoge znamenitosti parka poput Wizard Islanda, Llao Rocka i Skell Heada.
Uz pomoć geologa Clarencea Duttona, William Steel je 1886. organizirao ekspediciju koja je trebala proučavati Kratersko jezero. Istraživanja su vršena brodom Cleetwood, kojeg su uspjeli spustit do površine jezera. Dubinu su mjerili na 168 raznih točaka uz pomoć primitivnog sonara, koji se sastojao od cijevi na čijem je kraju bila klavirska žica. Takvom zastarjelom metodom su izračunali da je najveća dubina jezera na 608 m, što je bilo vrlo blizu dubini od 589 m koja je izmjerena modernim sonarom 1953. godine. Istovremeno su topografi izvršili svoje istraživanje i nacrtali prvu vjerodostojnu mapu područja Kraterskog jezera.
Dijelom zahvaljujući podacima ovog istraživanja i lobiranju Williama Steela te ostalih istraživača, američki predsjednik Theodore Roosevelt područje je 22. svibnja 1902. proglasio nacionalnim parkom.

## Životinjski svijet
U jezeru obitavaju dvije osnovne vrste ribe losos i kalifornijska pastrva. Procjenjuje se da u jezeru obitava nekoliko stotina tisuća lososa koji u prosjeku rastu od 20 do 25 cm u dužinu ali ponekad mogu narasti i do 50 cm. Jezerske kalifornijske pastrve su čak i veće jer u prosjeku rastu do 30 cm u dužinu, ali je njihova populacija manja. Pastrve se može pronaći i u brojnim potocima i rijekama nacionalnog parka. 
Kanjoni parka su skloništa brojnih populacija losova i jelena, koje se može može vidjeti u sumrak i zoru tijekom hranjenja na rubu šume. U parku obitavaju i vjeverice, mrki medvjedi, kune koje su u srodstvu s kratkorepim lasicama, ptice poput djetlića, kalifornijskih galebova, crvenorepih jastrebova i velikih sova kojih je moguće vidjeti ljeti u šumama ispod jezera.

## Biljni svijet
U parku raste razno bilje poput trave medunca (lat. Bromus tectorum) u blizini južnog ulaza, močvarne pirevine (lat. Glyceria pauciflora) koja raste u jugozapadnom dijelu parka a rasprostranjena je od Kalifornije do Aljaske, zbijena busika (lat. Deschampsia danthonioides) koja raste u blizini južnog ulaza u park a rasprostranjena je od Meksika do Aljaske, dvije vrsta šaša jezerski i glatki (lat. Carex campylocarpa i Carex epapillosa ) i brojne druge različite vrste trava.
U parku također rastu brojne vrste borova, jela te divljeg cvijeća.

## Posebnosti parka
- The Pumice Desert: debeli sloj pepela rasprostire se daleko od brda Mazama u pravcu sjevera. Ovo pustinjsko i negostoljubivo tlo čak je i nakon tisuća godina neplodno i gotovo potpuno bez biljnog svijeta što se pripisuje poroznosti pepela kroz koji voda brzo otječe.

- The Pinnacles: Kako se vrući pepeo nakon erupcije počeo hladiti, tako su se formirali 60 do 90 m duboki rezervoari plina. Godinama poslije vrući se plin probio na površinu, probijajući sloj pepela i stvarajući dimnjake koji su kasnijom erozijom stvorili visoke šiljke.

- Union Peak ugasli vulkan koji se nalazi u jugozapadnom dijelu parka.

- Rim Drive je najpopularnija cesta koja prolazi Nacionalnim parkom Crater Lake a slijedi stazu oko obruča kratera.

## Galerija
- Crater Lake
- Planina Thiesen iz pustinje Pumice
- Pogled na park iz zraka
- Otok Wizard u Kraterskom jezeru

## Vanjske poveznice
- Nature and science
- Crater Lake history and photo gallery (eng.)

## Ostali projekti
|  | Zajednički poslužitelj ima stranicu o temi Nacionalni park Crater Lake    |
|  | Zajednički poslužitelj ima još gradiva o temi Nacionalni park Crater Lake |